# Marcus Atius Balbus
Marcus Atius (auch: Attius) Balbus (* Ende des 2. Jahrhunderts v. Chr. in Aricia) war ein römischer Senator der späten Republik und Großvater des Kaisers Augustus.
Er stammte aus einer plebejischen Familie aus Aricia (dem heutigen Ariccia), die angeblich bereits mehrere Senatoren hervorgebracht hatte, und war mütterlicherseits mit Gnaeus Pompeius Magnus verwandt.
In einem nicht genau bekannten Jahr, spätestens 60 v. Chr., bekleidete Balbus die Prätur. Möglicherweise wurde er Statthalter von Sardinien. 59 v. Chr. gehörte er zusammen mit Pompeius zu einer Kommission, die aufgrund der Agrargesetze des Konsuls Gaius Iulius Caesar Ländereien in Kampanien unter das Volk verteilen sollte.
Balbus war verheiratet mit Iulia, einer der beiden Schwestern Caesars, und hatte mit ihr zwei Töchter, die ältere Atia, die mit Gaius Octavius (dieser Ehe entstammte der spätere Augustus) und nach seinem Tod mit Lucius Marcius Philippus (Konsul 56 v. Chr.) verheiratet war, sowie die jüngere Atia, verheiratet mit Lucius Marcius Philippus (Suffektkonsul 38 v. Chr.), dem Sohn des zweiten Mannes ihrer Schwester aus früherer Ehe.